# Asthenactis papyraceus
Asthenactis papyraceus is een zeester uit de familie Myxasteridae.
De wetenschappelijke naam van de soort werd in 1906 gepubliceerd door Walter Kenrick Fisher.